# Còfia

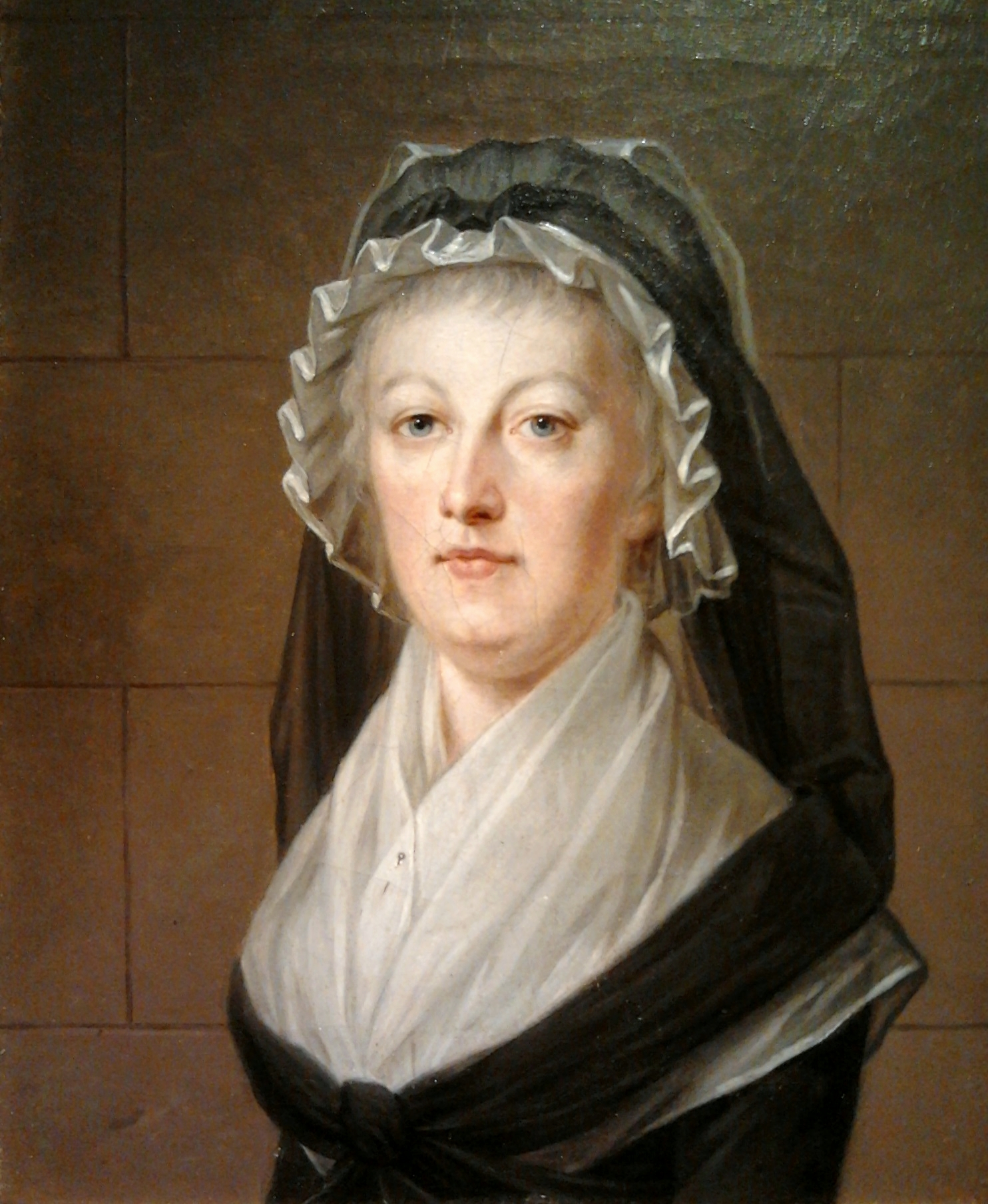
La reina de França Maria Antonieta amb còfia i mantell de dol.

La còfia és un casquet o lligadura amb unes característiques pròpies, usada sobretot per dones encara que en algun moment de la seva història va ser també una peça de roba masculina. Es conserven algunes imatges del segle xiv en què pot veure's amb còfia a alguns professionals sobretot al camp de la medecina. La còfia no va ser mai un complement luxós encara que algunes estaven confeccionades amb teixits cars. Servia per recollir els cabells i en alguns casos -a França sobretot- s'utilitzaven sota el casc militar. Amb el temps el seu ús es va fer exclusiu als uniformes de les donzelles o criades de cases elegants, més com a adorn que com a ús pràctic, i al gremi de la infermeria.

## Història

### Des de l'Edat Mitjana alseglexvii

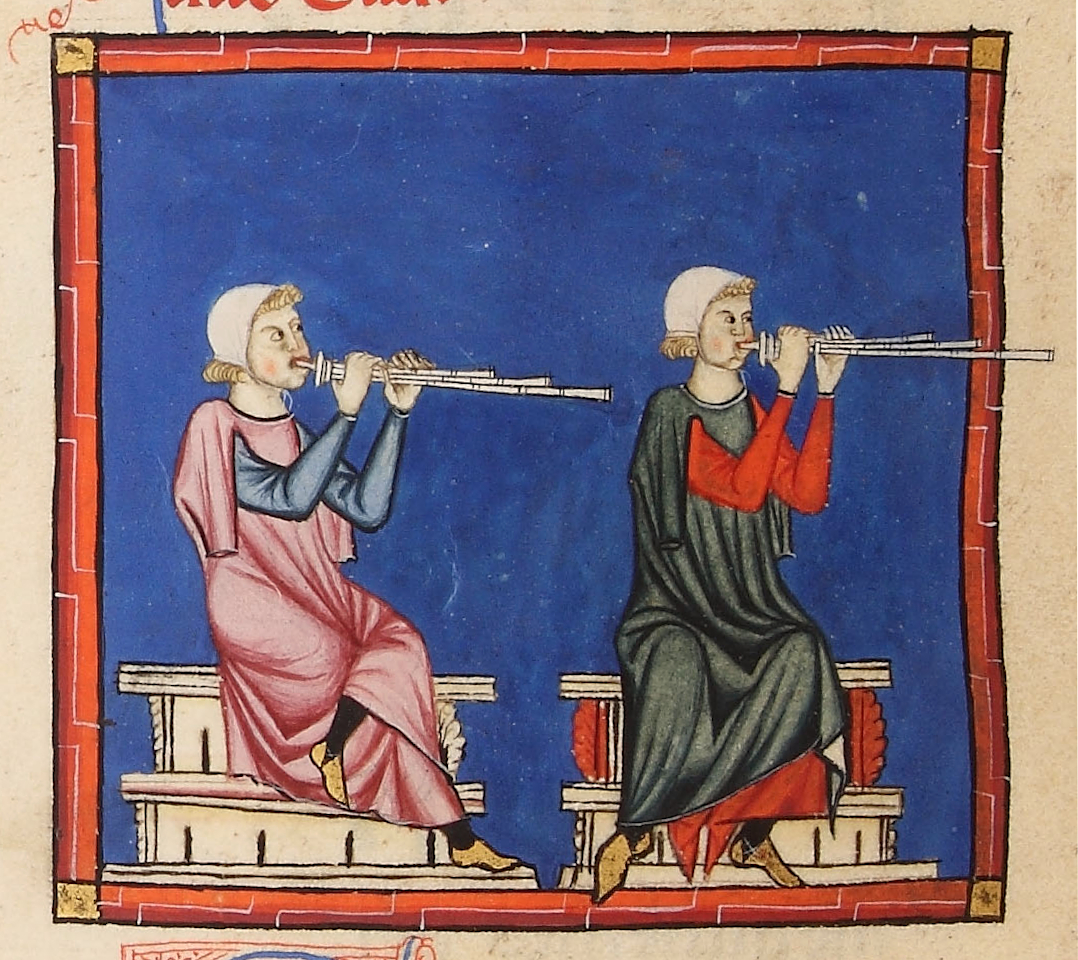
Il·lustració del Codex E de las Cantigues. Músics medievals amb còfia.

La millor evidència que tenen els historiadors sobre la còfia, el seu ús i la seva evolució és a través dels pintors que van deixar el testimoni meticulós dels personatges vestits al gust de cada època. La còfia es va usar des del segle xiii. Cap a 1300 s'usava amb la moda nomenada «estil francès» quan els cavallers la portaven en teixit de lli sota el casc, lligada sota la barbeta.
També els professionals portaven còfia, en general sota una altra lligadura que distingia el seu ofici. Així, al segle xiv, a Itàlia, els metges es distingien dels seus pacients no solament pel vestit sinó per la còfia que portaven sota un casquet. A la fi d'aquest segle ja es veuen documentades les còfies de xarxa nomenades també rodells -fets de seda o amb fils d'or i plata i adorns de perles, usades principalment per les dones.

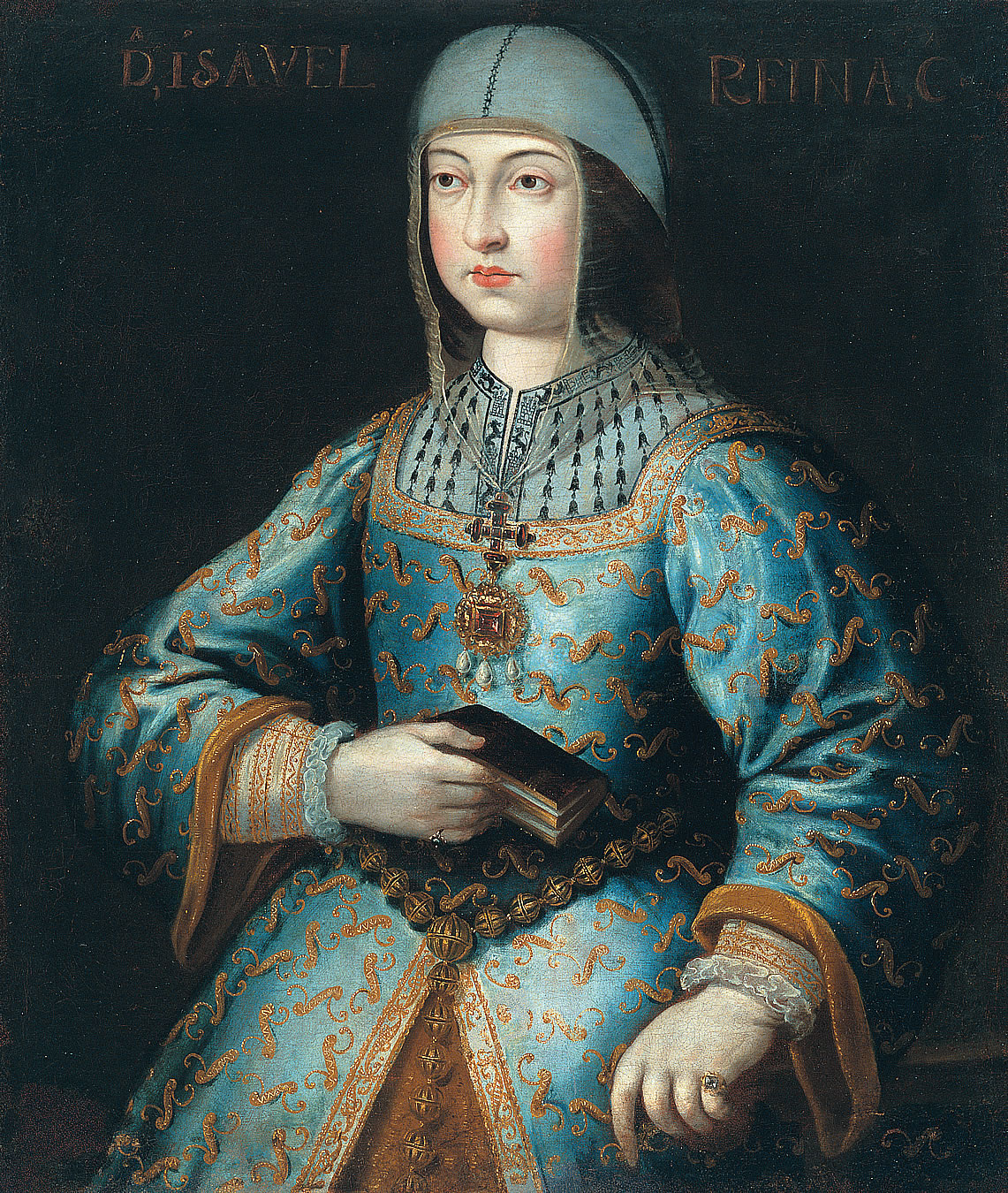
Isabel la Catòlica fent servir còfia amb els cabells lliures.

Al segle xv les dones usaven còfia amb força freqüència. De vegades i sobretot les dones de més grans portaven sobre la còfia una toca. A Espanya i cap a mitjan aquest segle la moda era deixar lliures els cabells amb còfies rodones, blanques, amb adorns de puntes i brodats; eren unes còfies nomenades també gandalla, típicament espanyoles; van ser les preferides en temps dels Reis Catòlics. Miguel de Cervantes també cita aquest tipus de lligadura femení:
| «                                                                 | Pensant doncs en aquests disbarats es va arribar el temps i l'hora (que per a ell va ser minvada) de l'asturiana, la qual en camisa i descalça, agafats els cabells en una gandalla de fustany, amb tàcites i moderades passes va entrar a la cambra on els tres allotjaven, a la recerca del traginer; però tot just va arribar a la porta quan El Quixot la va sentir, [...] | » |
| — Miguel de Cervantes, Don Quijote de la Mancha, Tom. 1. Cap. 16. | |   |

Van existir també còfies que tapaven les temples i les orelles, de vegades de color; aquest model va durar fins als començaments del segle xvii.
còfia de «tranzado»
La còfia de «tranzado» (amb *a*) («trenat») porta un apèndix que surt per darrere, des de la nuca o des de la meitat de la cabellera si és que existeix, que rellisca al llarg de l'esquena; és com una trena de tela buida que servia per amagar els cabells quan era molt llarg. És una còfia purament espanyola.
Els primers documents coneguts en els quals es fa menció d'aquesta peça de roba daten de 1410. La moda va continuar fins a mitjan segle xvi. De vegades s'enrotllaven unes cintes entrecreuades o en forma d'espiral que servien com a adorn. Aquestes còfies portaven de vegades una altra còfia de xarxa per al cap que permetia recollir millor els cabells. La còfia podia mostrar diversos models: tapant les orelles, cobrint només mig cap, trenat enrotllant la còfia en lloc de caure per l'esquena.

Còfies de «tranzado»
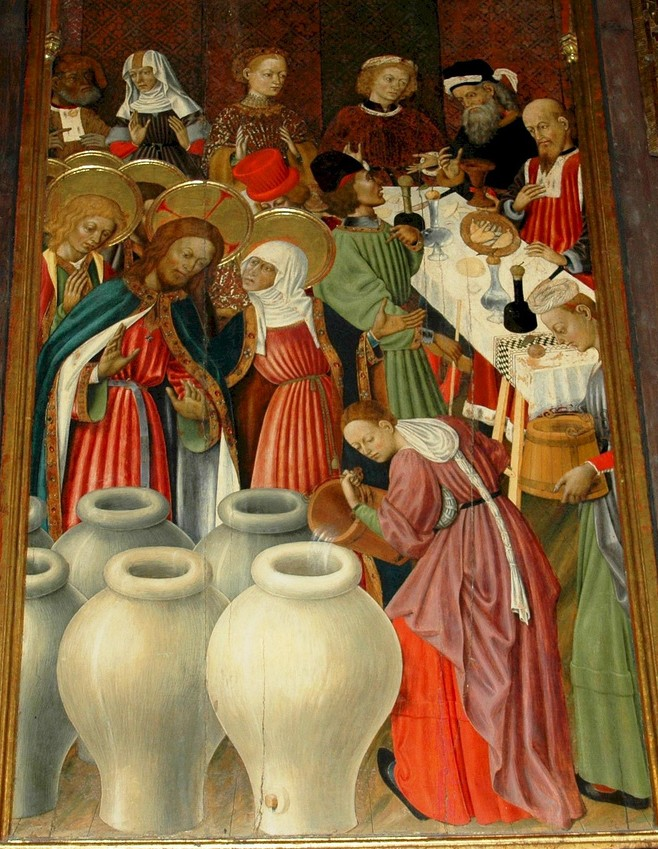
Noces de Canà. Porta la còfia caiguda sobre les espatlles i per sota surt el trenat.
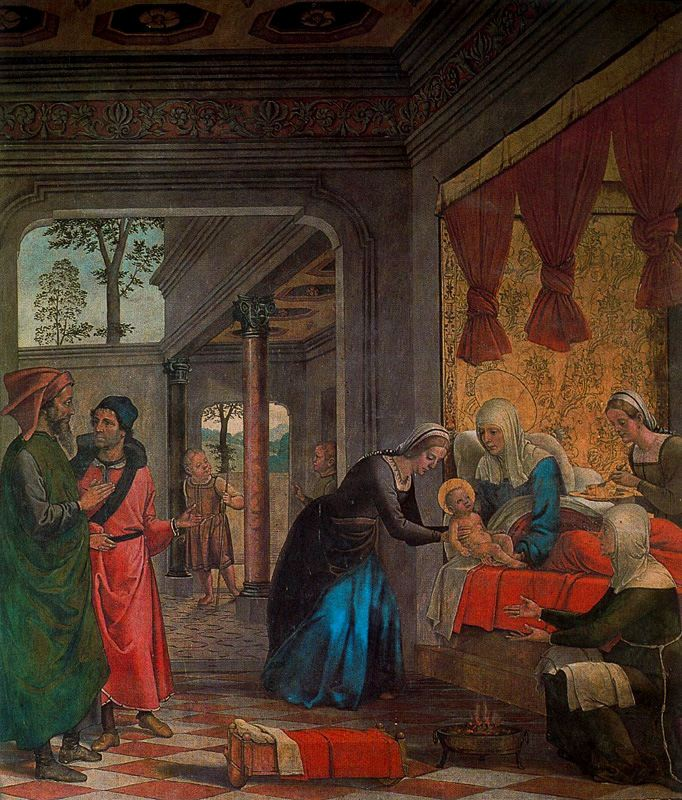
Nativitat de la Mare de Dèu. Còfia blanca per la meitat dels cabells i trenat.
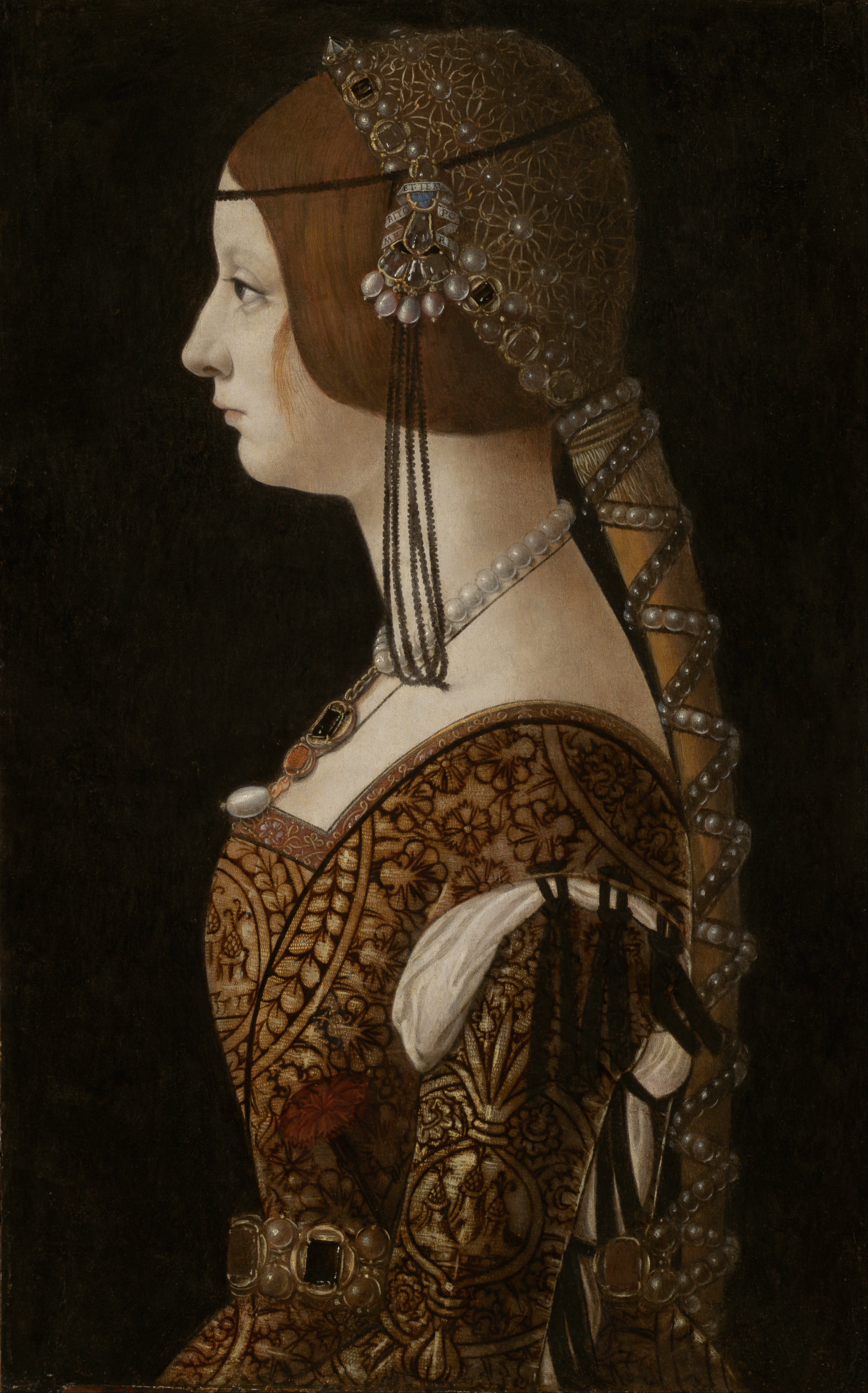
Blanca Maria Sforza. Trenat amb adorns de perles.

## Seglexviia Anglaterra
El 1649 i després de la mort del rei Carles I -que va morir decapitat -, Anglaterra va passar a ser una república amb el nom de Commonwealth. El seu dirigent va ser Oliver Cromwell, de religió protestant i costums puritanes. Amb ell es va imposar una moda sòbria influïda per la veïna Holanda a on la població era netament protestant i les tendències de la qual eren vestir de negre amb els additaments típics que els distingirien en endavant també a la colònia americana establerta en Plymouth (Massachusetts). Aquests dos distintius eren els colls postissos sobre pit i esquena, de llenç blanc que feien joc amb els punys i la còfia molt pegada al cap, retallat a en punta sobre el front i usada tant per homes com per dones. Era per regla general de color negre encara que es podia utilitzar també el blanc.

Còfies puritanes
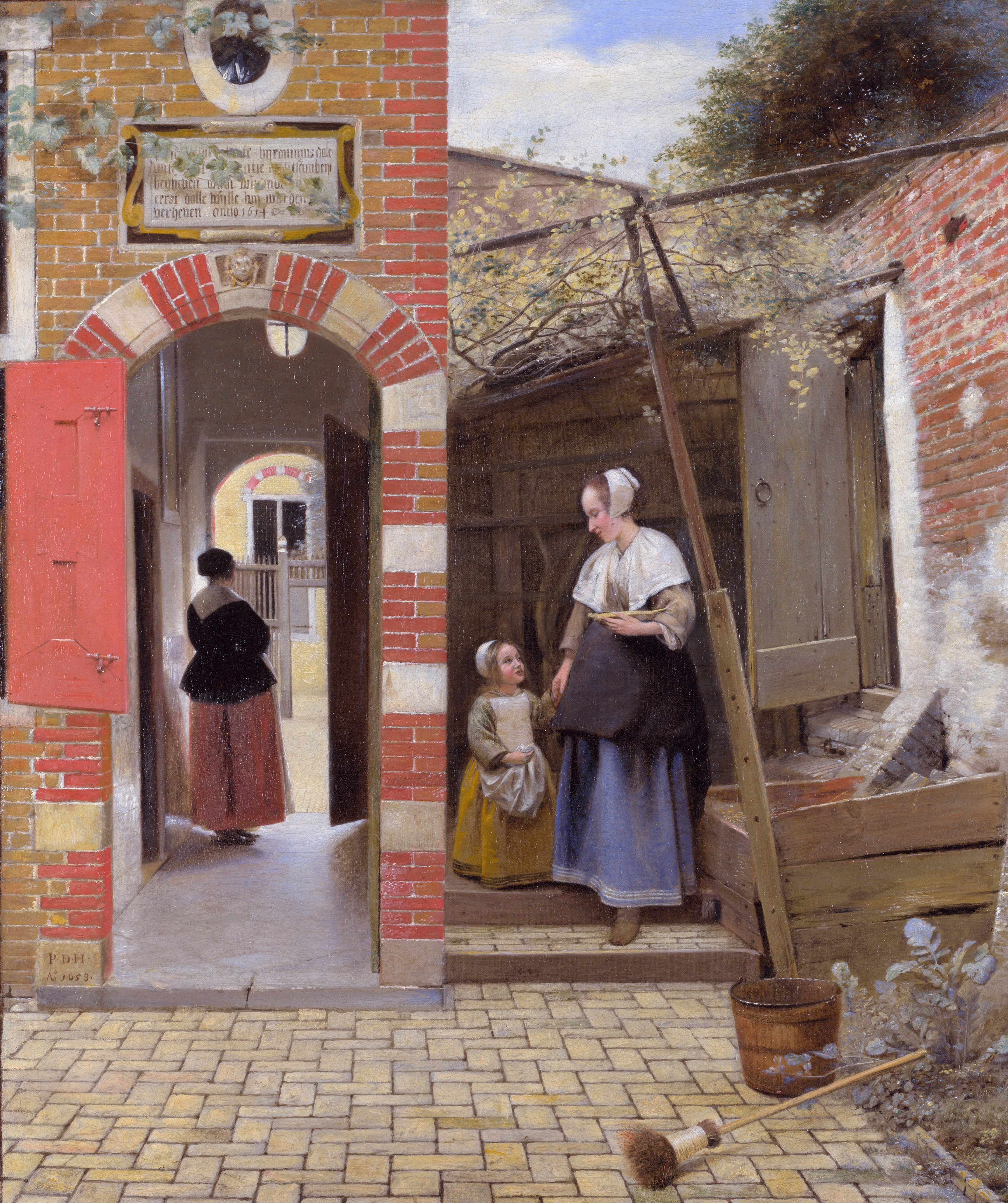
A Delf, Holanda
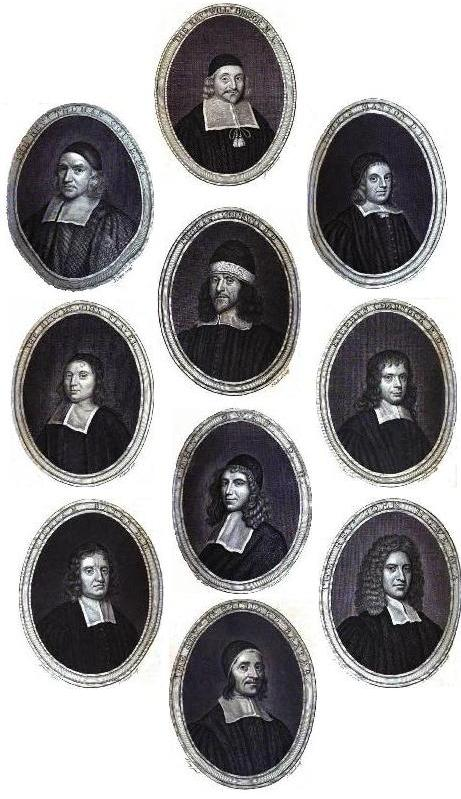
Puritans coneguts
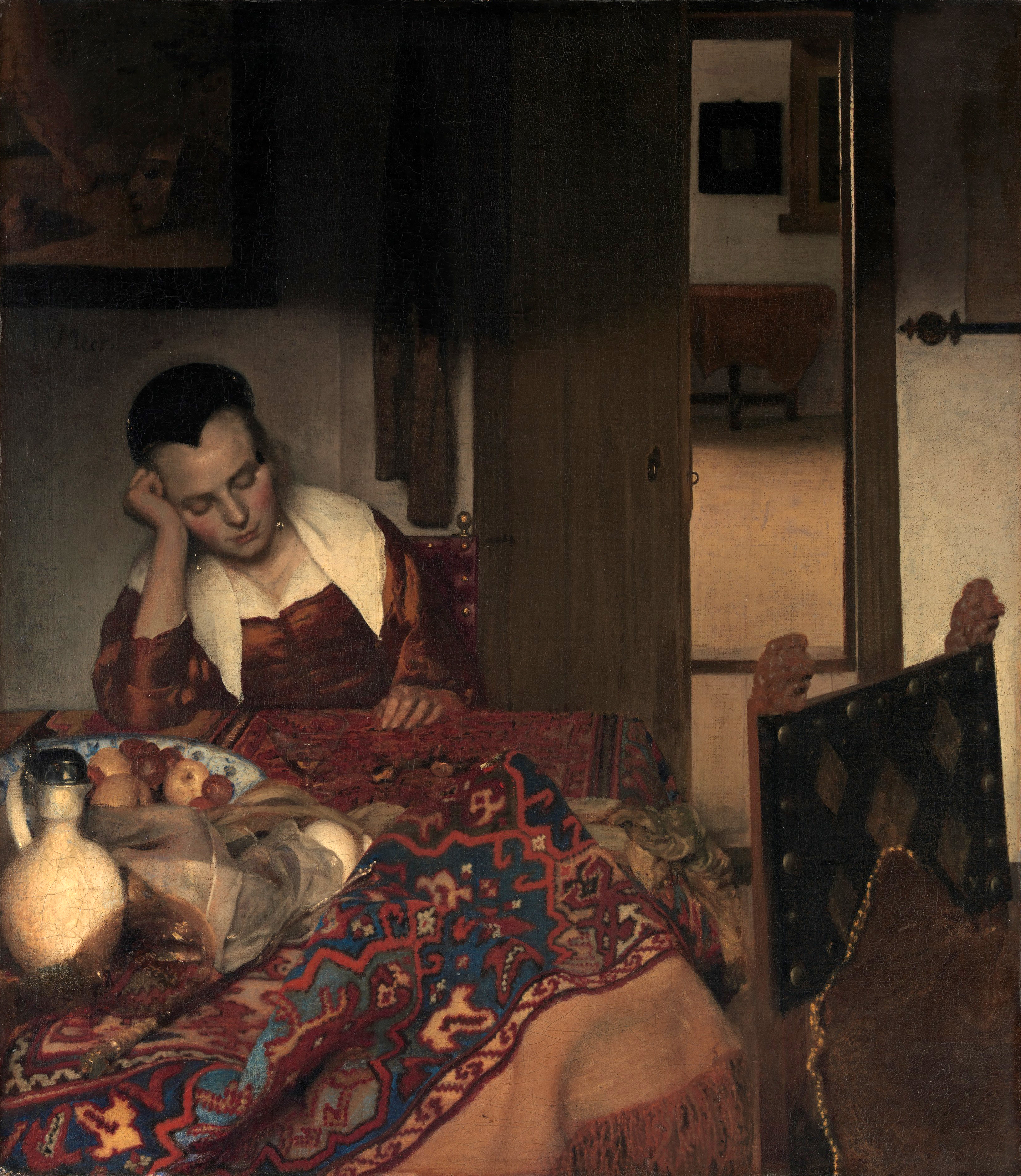
Jove amb la còfia de punta típica de l'época
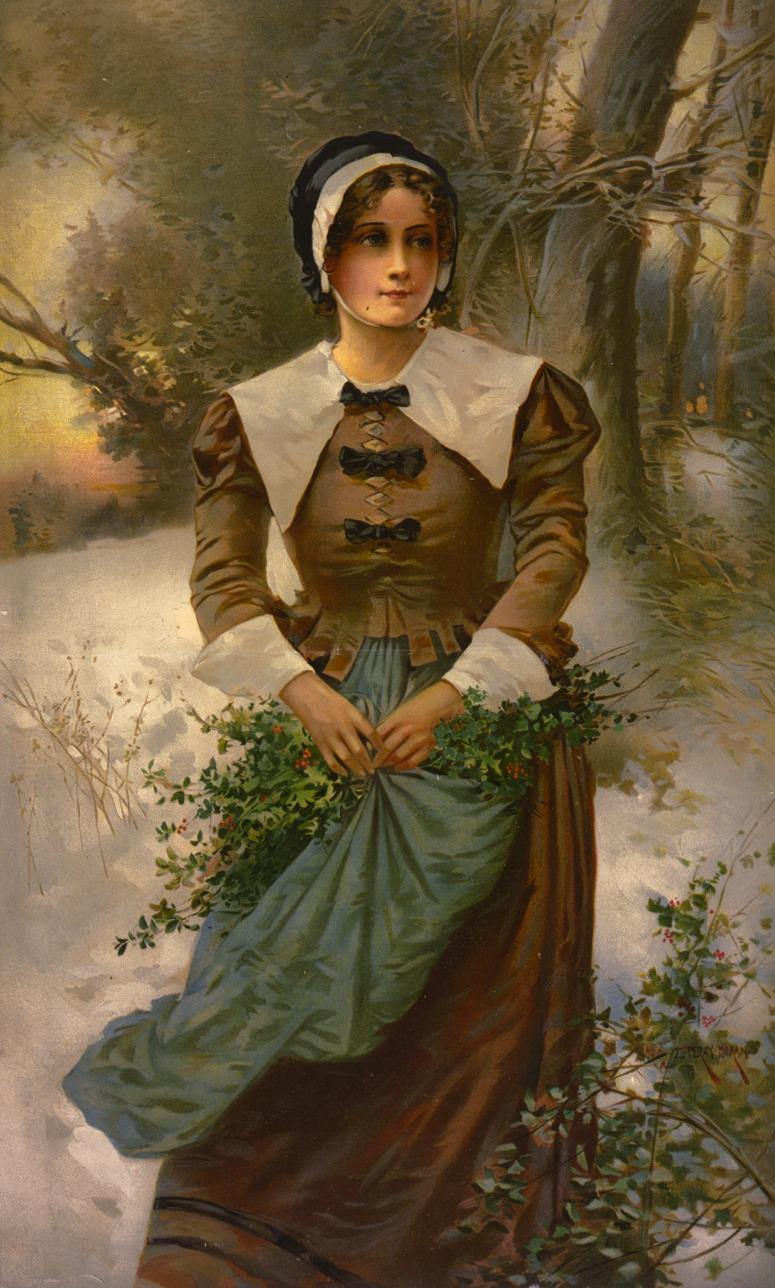
Jove puritana amb altre model de còfia

## Seglexviii
Sobre l'últim terç del segle xviii el pentinat de les dames havia evolucionat en alçada de forma exagerada fins a fer-se voluminós i ple d'adorns superflus. Per protegir aquests treballs de perruqueria també va evolucionar la còfia; va ser aleshores quan van sortir a la llum les còfies de campana nomenades també «calash bonnet» o «bonnet calèche». Se li va donar aquest nom perquè imitaven les capotes utilitzades per les calesses que podien doblegar-se o fer-se grans. S'atribueix la invenció a Georgiana Devonshire que tenia fama de bon gust en el vestir. Aquesta còfia es confeccionava en general en lli i de vegades en ric tafetà quan l'ocasió així ho requeria.

Còfies calèche
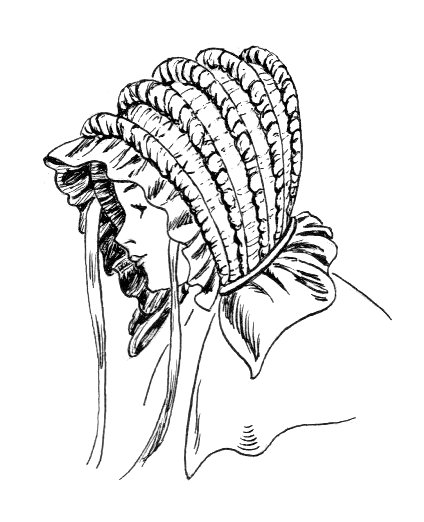
En aquest dibuix s'aprecia molt bé per on es doblega la capota
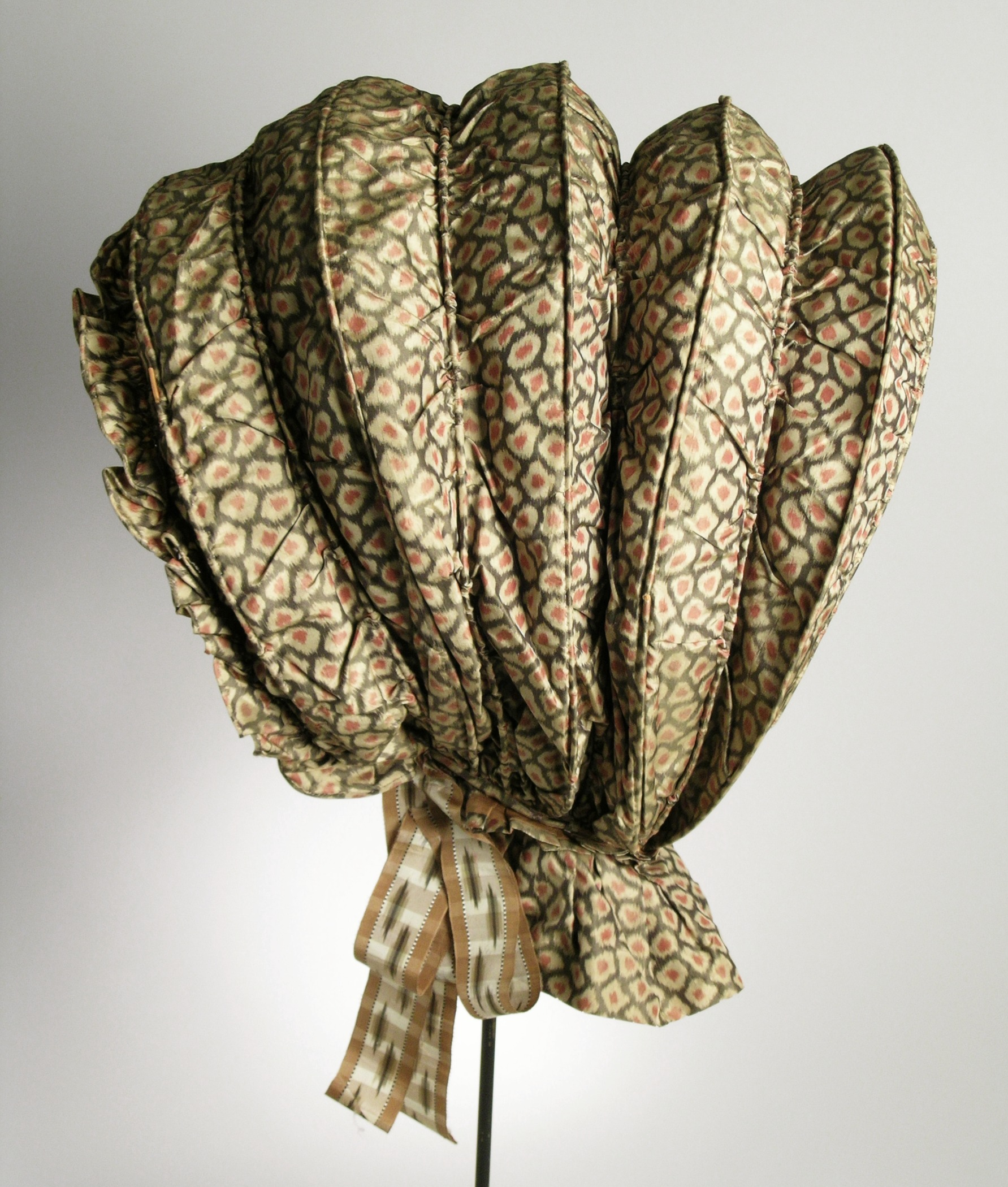
Còfia calessa
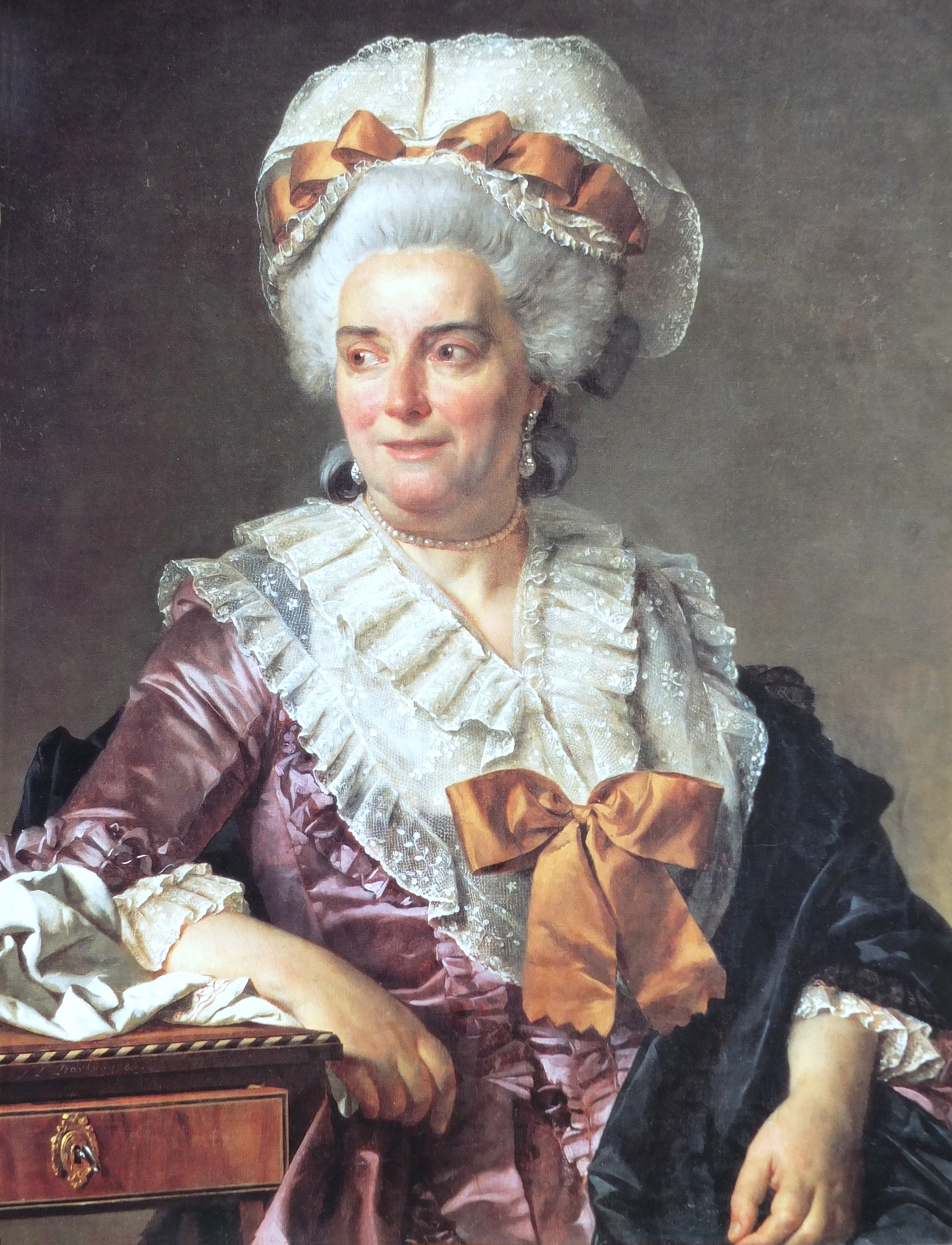
Geneviève Jacqueline Pécoul
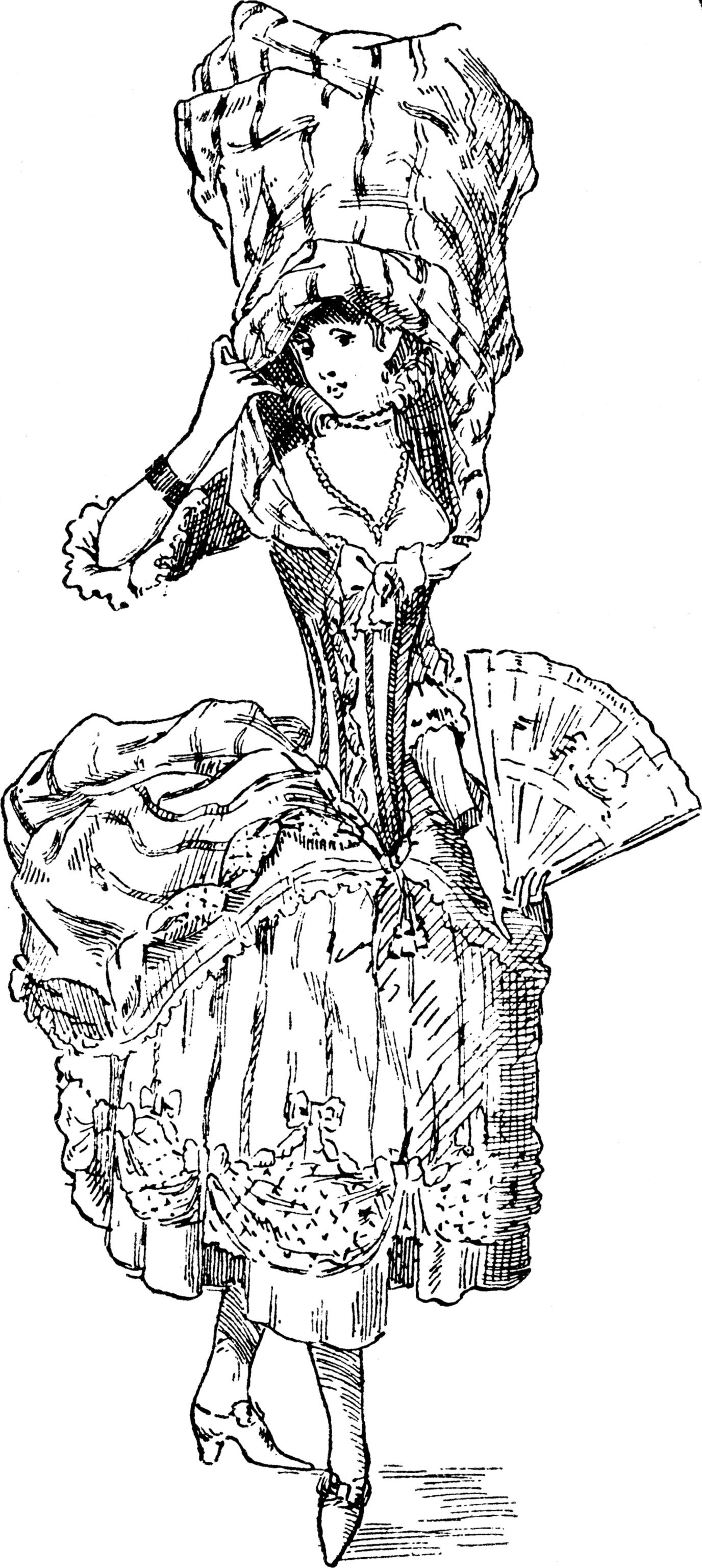
Dibuix burlesc exagerant la mida de pentinat i còfia

## Seglexix
Les còfies blanques que encara s'usaven al segle xviii, senzilles unes, més elegants les altres, amb adorns de puntes i costures van anar evolucionant al segle xix fins a convertir-se en un tipus de lligadura femenina nomenada capota, amb ala ampla davantera i cintes per lligar al coll. La blanor de la tela es va fer dura i es van usar materials com la palla per a les capotes camperoles o el vellut elegant, encara que també es feien amb setí, cotó o gasa. Encara que va ser una evolució de la còfia, la capota va entrar a formar part dels barrets. De vegades sortia de la capota un vel fi que cobria la cara.

De la còfia a la capota
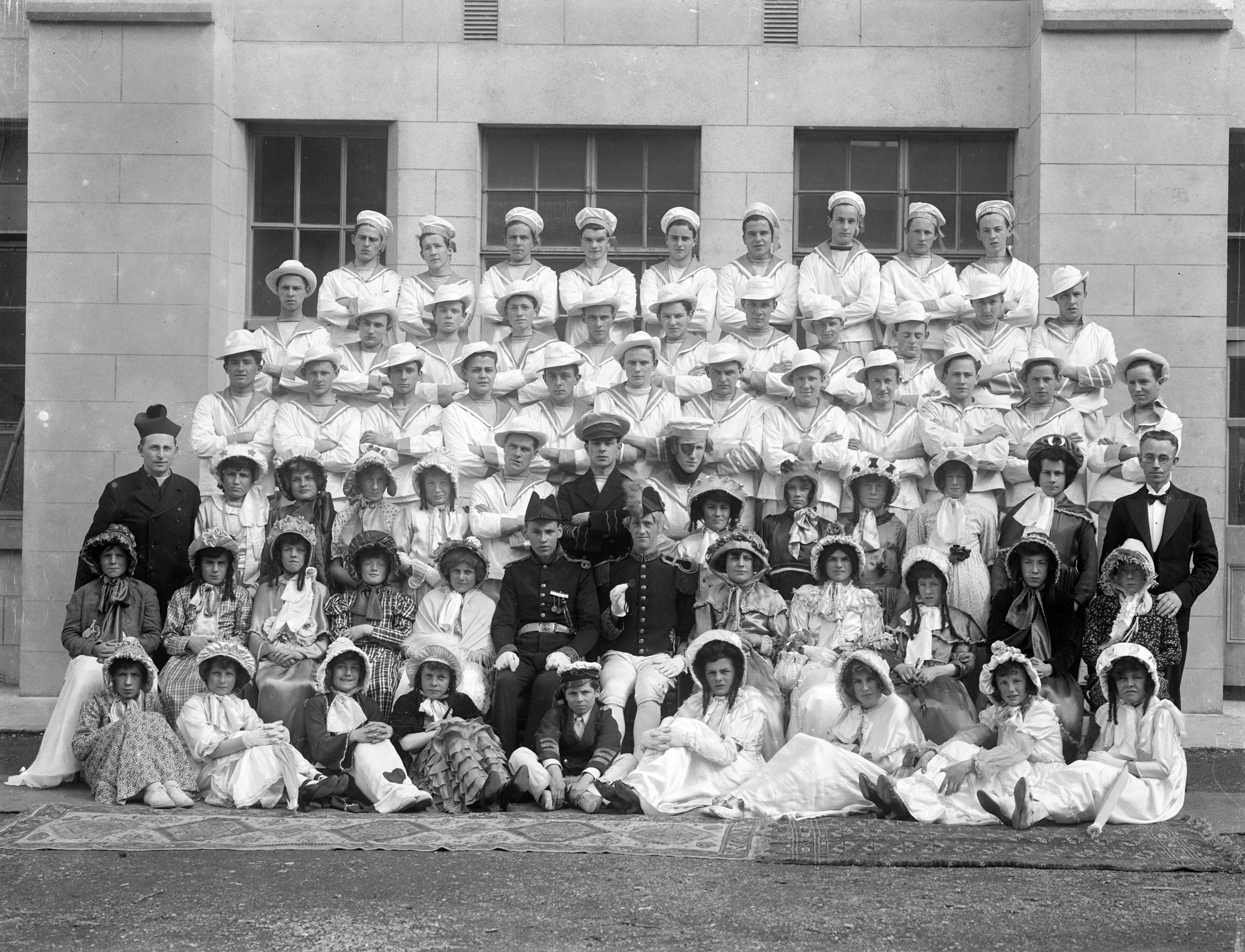
Diversitat de capotes
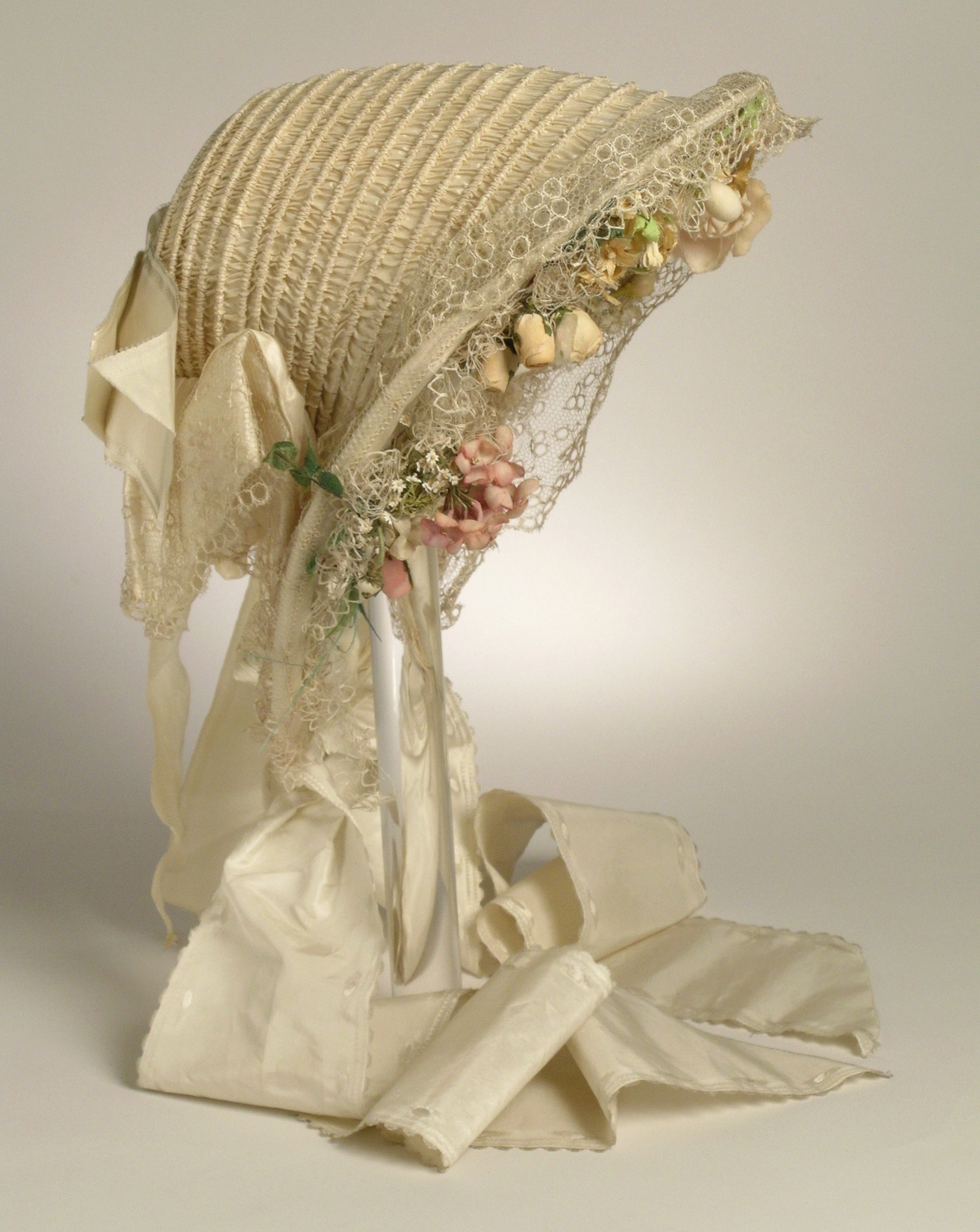
Decorada amb flors
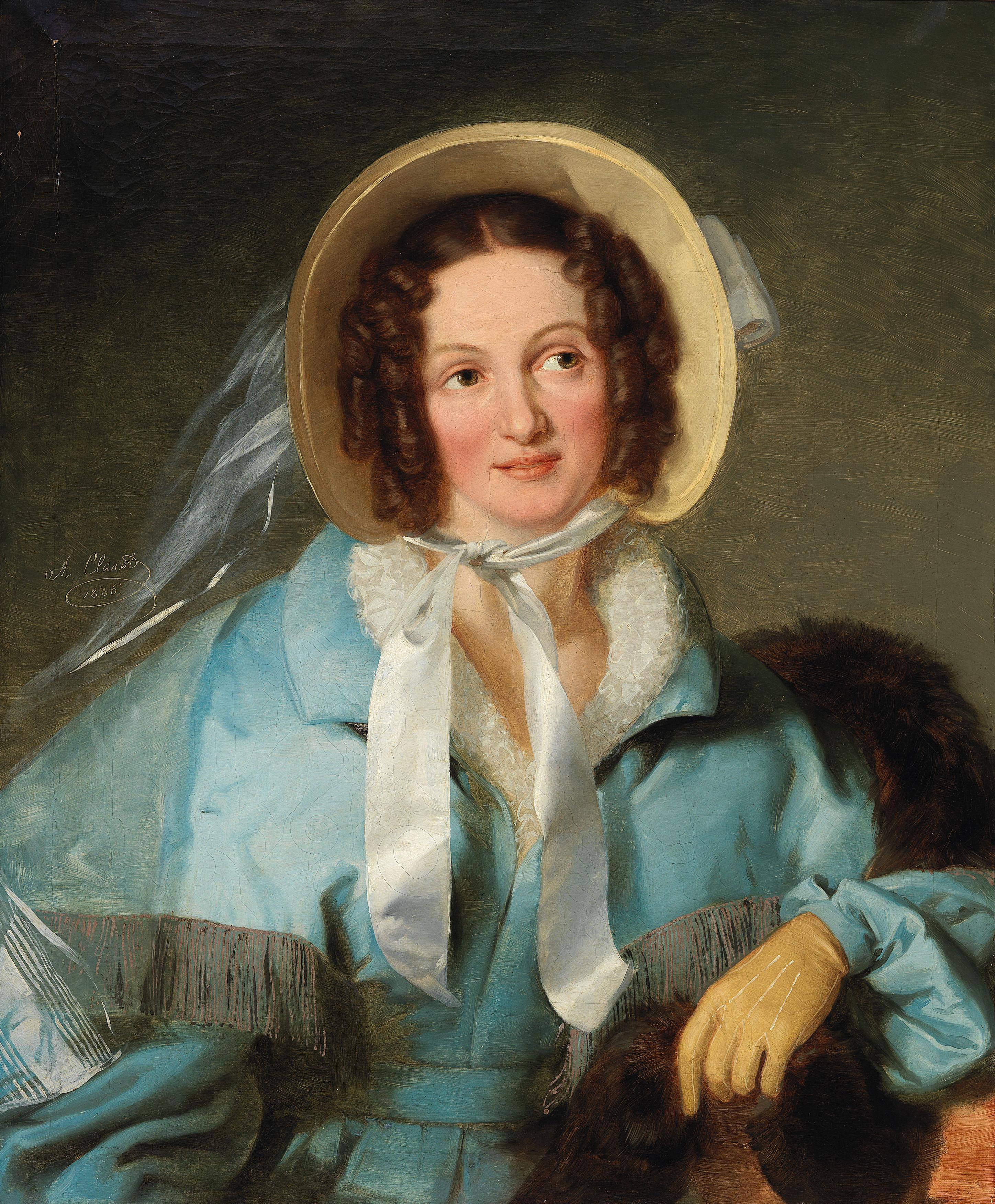
1836, Romanticisme
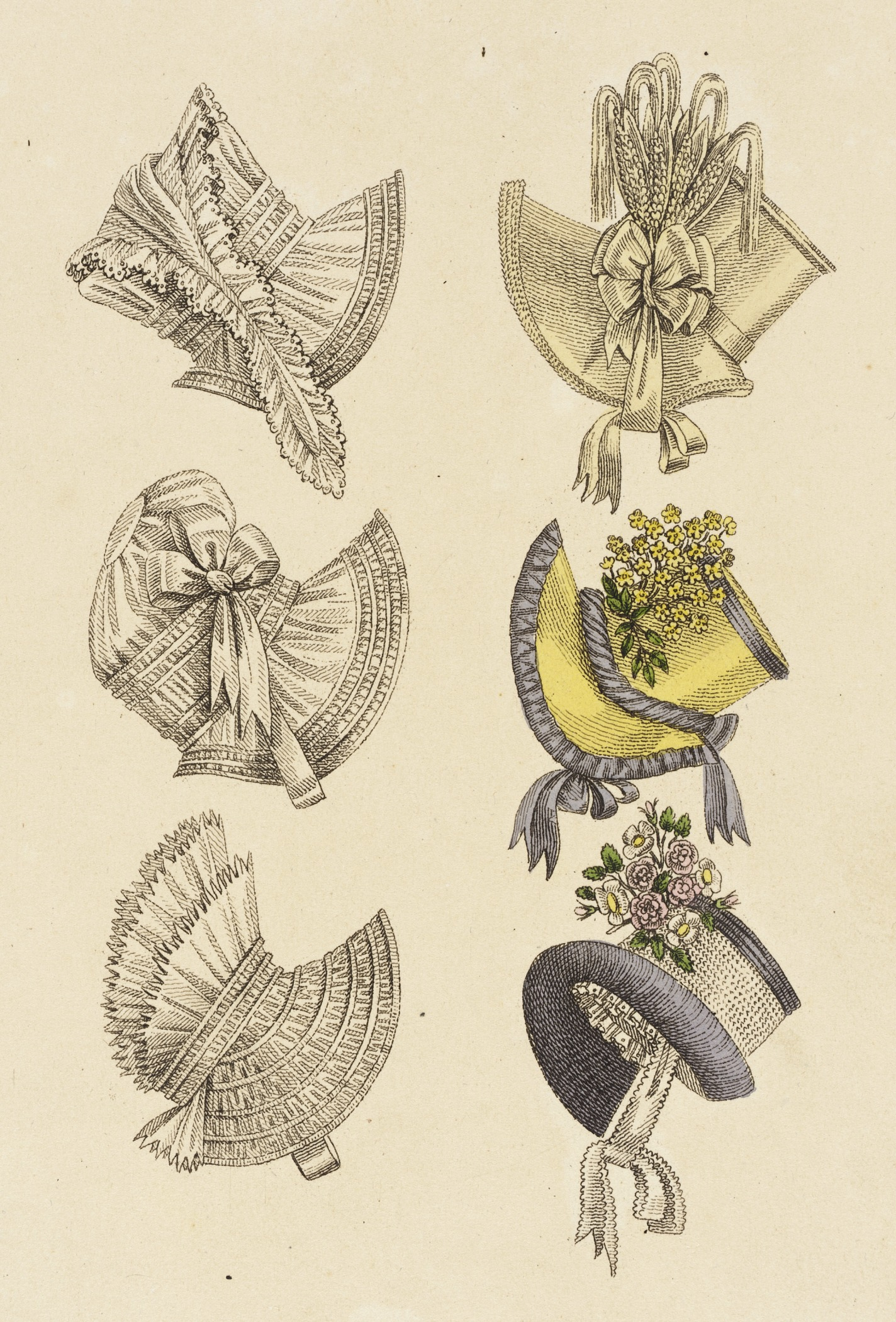
Models de camp

## Segle XX
Al segle xx va subsistir el model de la còfia i el nom per a un tipus de lligadura professional i d'uniforme. Les còfies blanques van ser un símbol acreditatiu per a les infermeres.
També es va utilitzar per als uniformes de les donzelles a les cases elegants, fent joc amb el davantal, ambdues peces de roba de color blanc i de teixits de cotó o batista. I formant part de l'uniforme es va utilitzar en alguns internats imitant els del segle xviii. La còfia higiènica continua en vigor a unes certes professions en les quals cal protegir els productes del propi cabell -cafeteries, cuines de restaurants, etc.- 

Còfies: d'altres usos
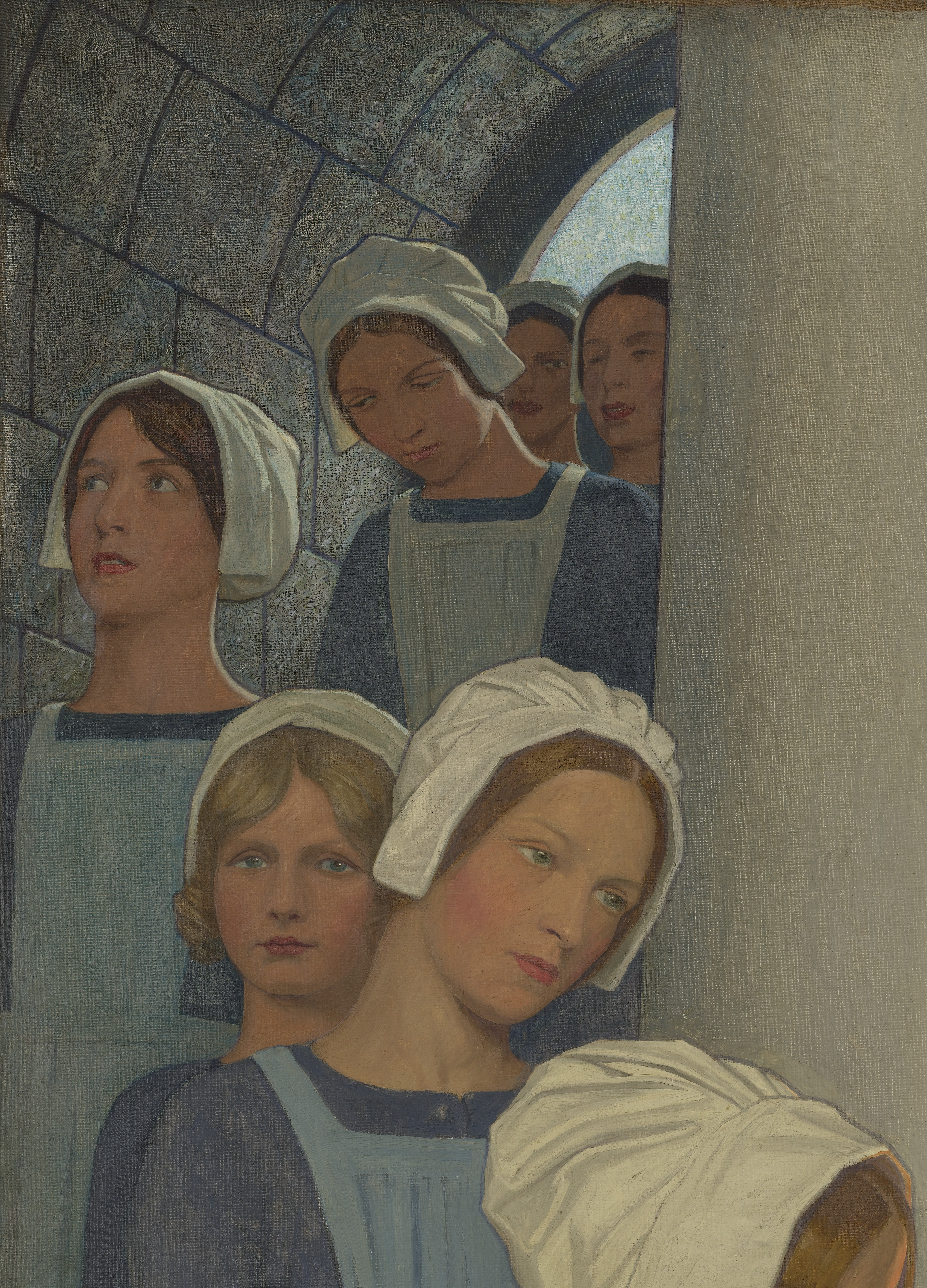
Uniforme d'un internat
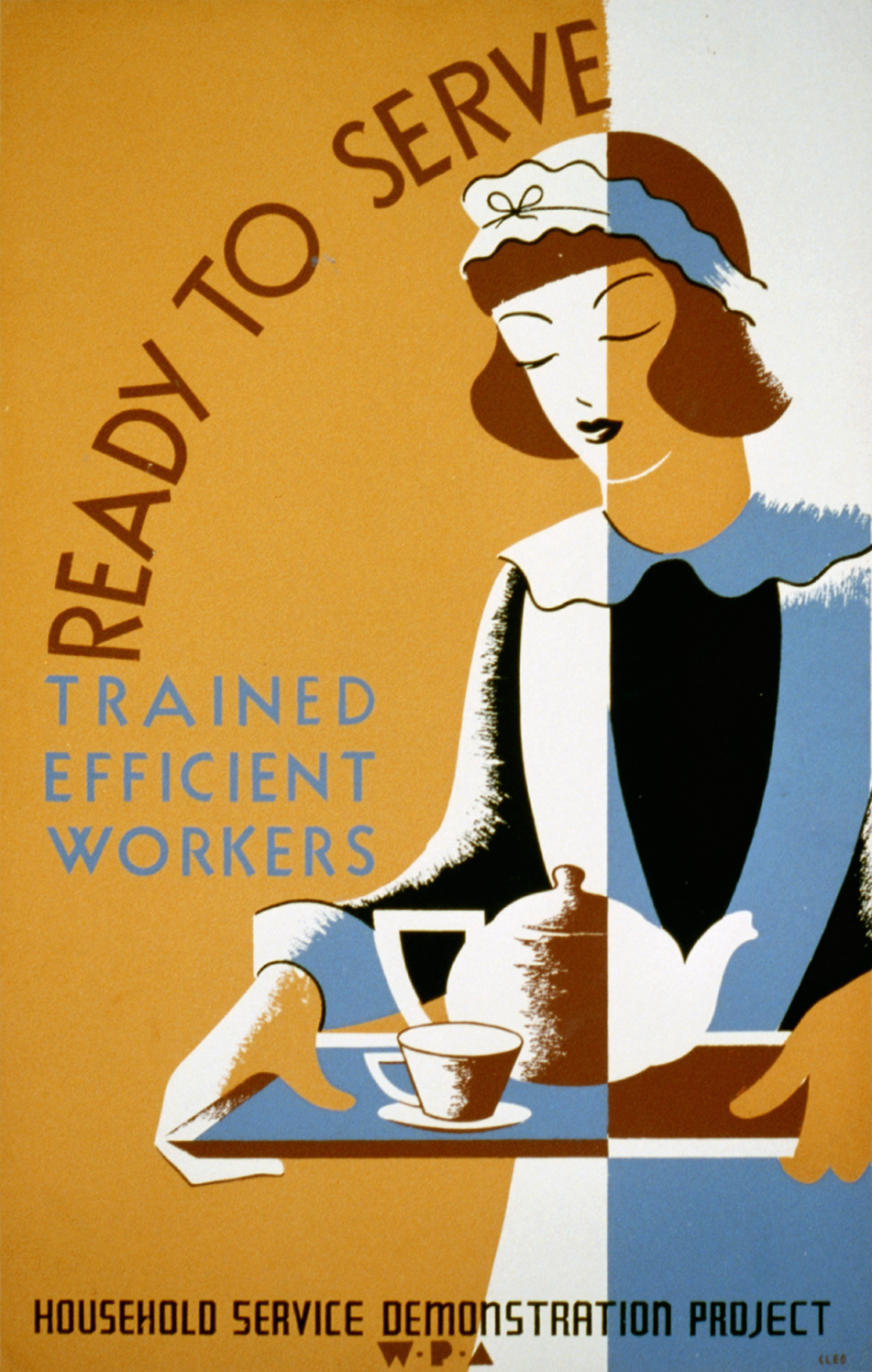
Professional amb uniforme
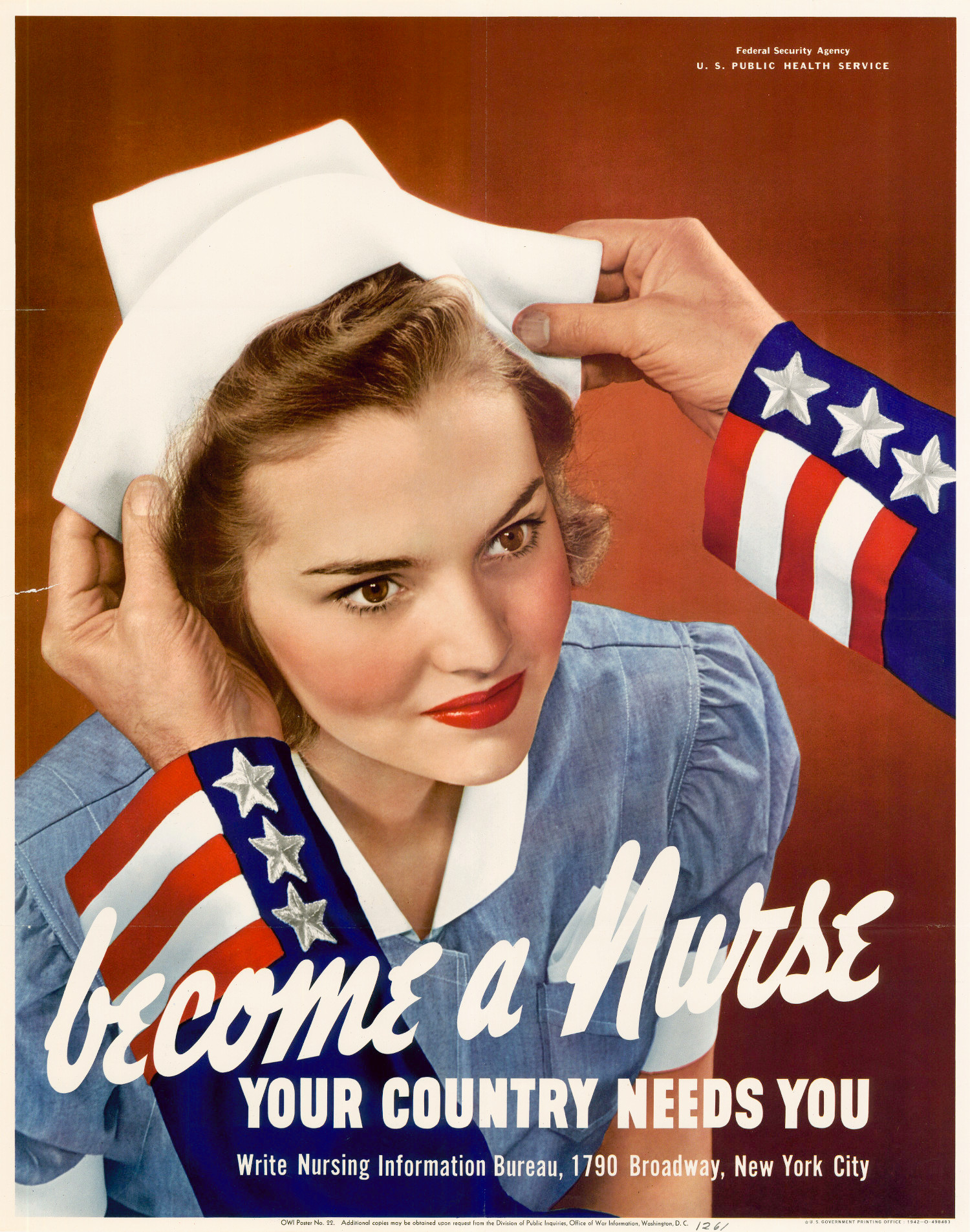
Infermeres a la Segona Guerra Mundial